# Maria Ho
Maria Ho, née le 6 mars 1983 à Taipei (Taïwan), est une joueuse de poker professionnelle. Maria Ho a remporté plus de 2,8 millions de dollars de gains en tournois, ce qui la place en 10e position de la Women's All Time Money List . En 2018, elle a atteint à 54 reprises les places payées aux World Series of Poker et avec cinq tables finales à son palmarès.

## Vie publique
C'est en juin 2011 qu'elle fait sa plus grosse performance en tournoi en finissant en 2e position du tournoi à 5000$ NLHE des WSOP 2011, pour un gain de 540 020 $.
En aout 2011, elle a fait la une des mensuels Bluff magazine et Poker Pro, et contribue à l'ouvrage collectif Winning Women of Poker: Secret Strategies Revealed.
À partir de 2012, en plus de son activité de joueuse, elle présente des émissions de poker. En 2012, elle a co-animé l'émission Heartland Poker Tour (saison 9 et 10). 
En 2017, elle était reporter pour le NBC Sports Super High Roller Bowl et est intervenue aussi sur ESPN, aux côtés de Phil Hellmuth, lors de la retransmission du Main Event des WSOP 2017.

## Vie privée
Maria avait quatre ans lorsqu'elle est arrivée à Los Angeles avec ses parents et sa sœur.
En 2016, elle confiait lors d'une interview que ses parents ne voyaient pas d'un bon œil le fait qu'elle joue au poker.